# Cerveno
Cerveno is een gemeente in de Italiaanse provincie Brescia (regio Lombardije) en telt 661 inwoners (31-12-2004). De oppervlakte bedraagt 21,7 km², de bevolkingsdichtheid is 31.00 inwoners per km².

## Demografie
Cerveno telt ongeveer 286 huishoudens. Het aantal inwoners steeg in de periode 1991-2001 met 6,8% volgens cijfers uit de tienjaarlijkse volkstellingen van ISTAT.
| Jaar | Inwoneraantal |
| ---- | ------------- |
| 1991 | 617           |
| 2001 | 659           |

## Geografie
Cerveno grenst aan de volgende gemeenten: Braone, Ceto, Losine, Lozio, Malegno, Ono San Pietro, Paisco Loveno, Schilpario (BG).